# Lindbergia longinervis
Lindbergia longinervis är en bladmossart som beskrevs av Jules Cardot och Hugh Neville Dixon 1912. Lindbergia longinervis ingår i släktet Lindbergia och familjen Leskeaceae. Inga underarter finns listade i Catalogue of Life.